# Zgorany
Zgorany (ukr. Згора́ни, Zhorany) – wieś w rejonie kowelskim obwodu wołyńskiego, położona nad jeziorem Zgorańskim Wielkim. W II Rzeczypospolitej miejscowość była siedzibą gminy wiejskiej Zgorany w powiecie lubomelskim województwa wołyńskiego. Wieś liczy 1381 mieszkańców. We wsi znajduje się zabytkowa drewniana cerkiew św. Dymitra z 1674 roku. Pierwotnie była to świątynia unicka. Zachowały się cenne elementy wyposażenia z XVIII i XIX wieku.
Do 2020 w rejonie lubomelskim.